# Resti Umani Non Identificati e la Vera Natura dell'Amore
Resti Umani Non Identificati e la Vera Natura dell'Amore (Unidentified Human Remains and the True Nature of Love) è uno spettacolo teatrale del 1989 scritto dal drammaturgo canadese Brad Fraser. La vicenda, ambientata a Edmonton, segue le vicende di un gruppo di trentenni dalla complessa identità sessuale, in cerca della propria identità e di amore in una città resa spaventosa dai brutali omicidi di un serial killer.

## Personaggi
Candy e David sono due coinquilini legati da una passata relazione e dalla medesima difficoltà a credere nell'amore. David, ex attore ora cameriere, passa le notti tra i locali gay in cerca di avventure senza senso e flirta cinicamente col giovanissimo collega Kane. Candy, giornalista in cerca dell'amore perfetto, si trova contesa tra un barista playboy e la scoperta del proprio lato omosessuale. Poi ci sono Bernie, l'inquieto miglior amico di David, e Jerry, lesbica romantica che si innamora di Candy. Su tutti loro lo sguardo di Benita, prostituta sensitiva che racconta leggende urbane come fossero favole nere.

## Trama
Fraser utilizza e stravolge elementi di diversi generi, dal thriller, alla sit-com, ai film horror di serie B, alternando momenti di commedia cinica a momenti di grande dramma, con scene di violenza esplicita e dai forti contenuti sessuali. Allo spettatore non ci vuole molto per capire che il serial killer che terrorizza la città è in effetti Bernie - una rivelazione che giunge agli altri personaggi della storia solo alla fine, grazie all'intervento dei poteri psichici di Benita.

## Produzioni
Presentato per la prima volta al playRites "89 dell'Alberta Theatre Projects" lo spettacolo ha subito creato scandalo per il suo linguaggio crudo e le tematiche esplicite. Ha comunque ottenuto un buon successo di pubblico ed un generale consenso dalla critica: l'opera è stata dichiarata una delle migliori dieci commedie contemporanee dalla rivista TIME, ed il testo è stato premiato in Inghilterra con l'Evening Standard Award. Nei 15 anni seguenti sono state messe in scena produzioni a Toronto, New York, Chicago, Milano, Sydney, Londra, Atene, San Paolo e Buenos Aires: la prima italiana è del 1992 ad opera del Teatro dell'Elfo. Nel novembre del 2004 è stata messa in scena a Calgary una versione del 15º anniversario.

## Adattamento cinematografico
Il regista Denys Arcand ha diretto nel 1993 la versione cinematografica del testo, sceneggiata dallo stesso Fraser ed uscita nelle sale col titolo La natura ambigua dell'amore.